# Partidul Național Român din Ungaria și Transilvania
Partidul Național Român (numit și Partida Națională) a fost partidul politic care a reprezentat interesele națiunii române din Transilvania, întregul Banat, Crișana, Maramureș și Bucovina, în perioada dualismului. Până la conferința de unificare de la Sibiu din 12-14 mai 1881 au activat două partide naționale: PNR din Banat și Ungaria și PNR din Transilvania. Conducerea formațiunii a fost dominată de reprezentanți ai Bisericii Române Unite cu Roma (greco-catolici), raportul confesional fiind de 11 uniți la 9 ortodocși.

## Programa (Programul)
Mai jos este reprodus programul adoptat cu acea ocazie, păstrând limbajul epocii.
Programa partidei naționale române din Ungaria și Transilvania stătorită în conferința electorală din Sibiu la 12-14 mai 1881.
- Partida națională va lucra pe teren legal pentru obținerea următoarelor drepturi:

1. Încât privește Transilvania recâștigarea autonomiei sale.
2. Întroducerea prin lege a usului limbi române în toate ținuturile locuite de români atât în administrație cât și în justiție.
3. în ținuturile locuite de români aplicarea de funcționari români, iar dintre neromâni numai din aceia, care știu vorbi și scrie românește și care cunosc moravurile poporului român; și delăturarea usului de astăzi de a se aplica ca funcționari indivizi necunoscuți și necunoscători de popor.
4. Revizuirea legii despre egala îndreptățire a naționalităților în favoarea acestora; loiala și reala executare a tuturor legilor.
5. Eluptarea și susținerea autonomiei bisericilor și școlilor confesionale, ca unor chestiuni curat de naționalitate. Prevederea din visteria statului a școlilor române și a altor institute de cultură națională în proporțiune cu sacrificiile de sânge și avere, ce le aduce naționalitatea română pentru patrie; având de a se înlătura legile și ordinațiunile, care să fie contrare dezvoltări naționale.
6. Crearea unei legi electorale pe baza sufragiului universal, sau cel puțin ca fiecare cetățean, care e supus la dare directă să fie învestit cu drept de alegere.
7. Fiindcă prosperarea statului e condiționată de mulțumirea tuturor cetățenilor săi, iar prin protejarea unei naționalități și suprimarea celorlalte se provoacă nemulțumire, se tulbură liniștea locuitorilor și se nutrește ura reciprocă: partida națională va lupta contra tuturor tendințelor de maghiarizare manifestate din partea organelor statului pe cale directă și indirectă ca în contra unor fapte nepatriotice.
8. În chestiunile libertăților publice peste tot, precum și a reformelor necesare în administrația publică și mai ales în situațiunea economică-financiară, respectiv în privința sarcinilor publice, devenite nesuportabile, partida națională va conlucra frățește cu toți aceia, care mai vâros vor ține cont de interesele și bunăstarea poporului peste tot.
9. Chestiunea dualismului nefiind astăzi la ordinea zilei, partida națională își rezervă (dreptul) de a se pronunța asupra ei la timpul său.

## Istoric
La 23 februarie 1869 a avut loc la Miercurea Sibiului o conferință națională a fruntașilor politici ai românilor transilvăneni, la care se creează Partidul Național al Românilor din Transilvania.
Istoria românilor din Transilvania, lupta pentru drepturile lor legitime, individuale și naționale constituie baza de la care a pornit PNR din Transilvania.
Partidul Național Român din Transilvania a susținut recunoașterea individualității Principatului Transilvania.
Tactica politică a „pasivismului”, adică neparticiparea la lupta electorală inegală din Regatul Ungariei, a fost abandonată în anul 1905 în favoarea activismului, așa cum a fost preonizat de gruparea din jurul lui Alexandru Mocioni.
Momentul cel mai important din activitatea națională a fost înaintarea în anul 1892 a "Memorandului", redactat de Iuliu Coroianu către împăratul Franz Joseph în calitatea sa de împărat, nu de rege al Ungariei. Ca urmare a acestui fapt, întregul comitet executiv al PNR a fost pus sub acuzare de către guvernul ungar. Procesul s-a desfășurat la Cluj în mai 1894, fiind pronunțate sentințe privative de libertate. Din anul 1905 s-a trecut la activism, adică participare la procesul electoral. După moartea lui Ioan Rațiu în anul 1902 noii lideri ai PNR au fost: Iuliu Maniu, Alexandru Vaida-Voievod, Theodor Mihali etc. 
Comitetul Executiv al PNR cu sediul la Oradea, compus din Ștefan Cicio Pop, Vasile Goldiș, Aurel Lazăr, Theodor Mihali, Alexandru Vaida-Voievod și Aurel Vlad a declarat, la 5/18 octombrie 1918, independența Transilvaniei față de Austro-Ungaria, iar declarația de independență a fost citită în parlamentul de la Budapesta, de Alexandru Vaida-Voievod la 22 octombrie 1918.
Împreună cu Partidul Social-Democrat din Transilvania și Banat a organizat Adunarea Națională din 1918 de la Alba Iulia, prin care Transilvania s-a unit cu România.

## Activitatea după Unire
După Unire, Partidul Național Român a început să se intituleze Partidul Național și a adoptat ca program propriu Declarația de la Alba Iulia din 1 decembrie 1918. Conferința partidului din 9 august 1919 a ales în funcția de președinte pe Iuliu Maniu, în locul lui Gheorghe Pop de Băsești, care încetase din viață la 23 februarie 1919.
Pe baza hotărârii Marii Adunări Naționale din 1 decembrie 1918 s-a constituit Marele Sfat Național Român, din sânul căruia a fost ales Consiliul Dirigent, cu misiunea de a conduce treburile Transilvaniei.
Partidul Național a reușit să câștige alegerile parlamentare din noiembrie 1919. Deși a depus liste de candidați numai în Transilvania, partidul a obținut nu mai puțin de 169 de mandate de parlamentar, ceea ce îl făcea cel mai important partid din România întregită. La 25 noiembrie, s-a încheiat un acord de colaborare între Partidul Național, Partidul Țărănesc, Partidul Naționalist-Democrat, Partidul Democrat al Unirii din Bucovina și Partidul Țărănesc din Basarabia pentru constituirea unui bloc parlamentar.
Pe baza acestui acord, s-a format guvernul Blocului parlamentar, sub conducerea lui Alexandru Vaida-Voievod, în care majoritatea posturilor erau deținute de reprezentanți ai Partidului Național. Guvernul a căzut însă în martie 1920 în urma eșecului proiectului de lege agrară prezentat regelui Ferdinand și a încheierii unui acord între Ion I. C. Brătianu, liderul Partidului Național Liberal și Alexandru Averescu, conducătorul Ligii Poporului, acesta din urmă fiind solicitat să formeze noul guvern.
La 24 aprilie 1920 a avut loc Congresul Partidului Național, care a adopta un nou program al partidului, care preconiza, printre altele: deplina libertate a alegerilor, asigurarea drepturilor și libertăților democratice, descentralizarea administrativă, unificarea învățământului, o legislație a muncii similară celei din țările capitaliste dezvoltate, realizarea reformei agrare, dezvoltarea cooperație, egalitatea de tratament pentru capitaliștii străini în România etc.
La alegerile din 1920, Partidul Național nu a obținut decât 27 de mandate în Adunarea Deputaților, Partidul Poporului reușind să valorifice calitatea de partid de guvernare și să obțină majoritatea, cu 206 mandate.
Partidul Național a intrat în octombrie-noiembrie 1921 în negocieri cu Partidul Național Liberal în vederea realizării unui acord de guvernare. Iuliu Maniu a respins ideea unui simplu acord de principiu și a solicitat ca acordul să lămurească de la început toate problemele colaborării. Naționalii și liberalii nu au reușit însă să ajungă la o înțelegere completă, datorită divergențelor cu privire la împărțirea mandatelor de parlamentar.
În urma demisiei lui Take Ionescu din guvernul Averescu, acesta din urmă a depus mandatul guvernului la 13 decembrie 1921. După o încercare a lui Take Ionescu de a forma un nou guvern, funcția de prim-ministru a fost preluată de Ion I. C. Brătianu, la 21 ianuarie 1922. Alegerile care au urmat, organizate între 1 și 11 martie 1922 au dat câștig de cauză PNL. Partidul Național și Partidul Țărănesc au încheiat un cartel electoral prin care se angajau reciproc să susțină candidații cu cele mai mari șanse în circumscripțiile lor, câștigând 26, respectiv 40 de mandate.
În zilele de 19-20 noiembrie 1922 s-a hotărât fuziunea Partidului Național cu Partidul Conservator-Democrat, moment odată cu care sediul central al partidului s-a mutat de la Cluj la București.
În cursul anului 1923, Partidul Național a încheiat un prim acord de colaborare cu Partidul Țărănesc, pe baza căruia cele mai mari partide din opoziție de la acel moment constituiau Opoziția Unită, în scopul de a forma un front comun de luptă împotriva guvernării liberale. Deși în anul 1924 cele două partide au semnat un prim acord de fuziune, acesta nu a putut fi pus în executare.
În schimb, la 8 martie 1925, Partidul Național a fuzionat cu Partidul Naționalist al Poporului, condus de Nicolae Iorga și care mai avea ca figură proeminentă pe Constantin Argetoianu. Noul partid a adoptat numele și programul Partidului Național; până la convocarea Congresului general, s-a convenit ca partidul să fie condus de  doi președinți, respectiv Maniu și Iorga.
La începutului anului 1926, în contextul expirării mandatului de guvernare acordat partidului liberal, naționalii, împreună cu țărăniștii, se așteptau să fie chemați la guvernare. Deși tratativele între aceste partide pentru formarea unei liste comune de ministeriabili erau avansate, regele a preferat, în martie 1926, să încredințeze răspunderea guvernării lui Alexandru Averescu, lucru care a declanșat un moment de criză în partid, care a fost părăsit de o parte din fruntașii săi ardeleni – Vasile Goldiș, Ioan Lupaș și Ion I. Lapedatu, care au preferat să intre în guvernul Averescu.
În cele din urmă, noile tratative desfășurate în perioada aprilie – septembrie 1926 au fost încununate cu succes, ajungându-se la semnarea unui nou acord de fuziune între Iuliu Maniu și Ion Mihalache. Nici de data aceasta procesul de fuziune nu a fost lipsit de obstacole, Iorga și Argetoianu anunțându-și demisia din partid.
La 10 octombrie 1926 s-a desfășurat la București, în sala „Transilvania” congresul Partidului Național, care a aprobat fuziunea „cu aclamații”, constituindu-se astfel Partidul Național-Țărănesc.

## Președinți
- 1881-1882: Nicolae Popea,
- 1882-1883: Partenie Cosma,
- 1884-1888: George Barițiu,
- 1889-1890: Ioan Rațiu,
- 1890-1891: Vicențiu Babeș,
- 1892-1902: Ioan Rațiu,
- 1902-1919: Gheorghe Pop de Băsești,
- 1919-1926: Iuliu Maniu.